# تپه سراب شوا
تپه سراب شوا مربوط به دوران‌های تاریخی پس از اسلام است و در شهرستان خرم‌آباد، خیابان شهید مطهری واقع شده و این اثر در تاریخ ۱۰ مهر ۱۳۸۰ با شمارهٔ ثبت ۴۰۵۶ به‌عنوان یکی از آثار ملی ایران به ثبت رسیده است.